# Herman Schaper
Hermanus Albertus (Herman) Schaper (Den Haag, 24 maart 1949 – aldaar, 30 november 2021) was een Nederlands diplomaat en politicus. Namens Democraten 66 (D66) was hij lid van de Tweede Kamer (1981-1982) en Eerste Kamer der Staten-Generaal (2015-2019).

## Levensloop
Herman Schaper werd geboren als een zoon van Heije Schaper en Laetitia Feenstra. Na het behalen van het gymnasiumdiploma in Den Haag studeerde hij aan de Universiteit van Virginia en aan de Universiteit Leiden. Hij begon zijn carrière als wetenschappelijk assistent. Vervolgens werd hij medewerker van de adviseur beleidsplanning op het ministerie van Buitenlandse Zaken. Van 15 september 1981 tot 16 september 1982 was hij lid van de Tweede Kamer der Staten-Generaal. Na een tijd in bestuurlijke functies bij verscheidene ministeries te hebben gewerkt, werd hij hoofd van de Permanente Vertegenwoordiging bij de Noord-Atlantische Verdragsorganisatie (NAVO) te Brussel. Van september 2009 tot augustus 2013 bekleedde hij de post van permanente vertegenwoordiger namens het Koninkrijk der Nederlanden bij de Verenigde Naties (VN) in New York. Vanaf september 2014 was hij bijzonder hoogleraar op de Kooijmans-leerstoel voor vrede, recht en veiligheid aan de Universiteit Leiden-Campus Den Haag.
Van 9 juni 2015 tot en met 16 januari 2019 was Schaper namens D66 lid van de Eerste Kamer.

## Privéleven
Herman Schaper was getrouwd en heeft drie kinderen. Hij overleed in 2021 op 72-jarige leeftijd.

## Vroegere partijpolitieke functies
- Lid van het hoofdbestuur van D66
- Lid van het hoofdbestuur als secretaris buitenland van D66
- Lid van het programmacommissie van D66

## Nevenfuncties
- Lid van het Noord-Atlantische Assemblée
- Lid van het bestuur van het Nederlands Genootschap voor Internationale Zaken

- International Standard Name Identifier: 0000 0000 3005 6575
- Library of Congress Control Number: n81105341
- Nederlandse Thesaurus van Auteursnamen: 067773958
- Parlement.com: vg09lln236zc
- Virtual International Authority File: 1338727
- WorldCat: E39PBJrgK66KcP3vvWv8jXqJDq